# Ad-Duajn
Ad-Duajn (arab. الضعين ad-Duʿain) – miasto w Sudanie; stolica nowego stanu Darfur Wschodni (od 2012); 188 577 mieszkańców (2012). Przemysł spożywczy, włókienniczy.